# Maurice Herriott
Maurice Herriott, född 8 oktober 1939 i Great Wyrley i Staffordshire, är en före detta brittisk friidrottare.
Herriott blev olympisk silvermedaljör på 3 000 meter hinder vid sommarspelen 1964 i Tokyo.